# اهوسکی (کارولینای شمالی)
اهوسکی (به انگلیسی: Ahoskie) شهری در ایالت کارولینای شمالی کشور ایالات متحده آمریکا است که جمعیت آن در سرشماری سال ۲۰۱۰ میلادی، ۵٬۰۳۹ نفر بوده‌است.